# Guy Hibbert
Pour les articles homonymes, voir Hibbert.
Guy Hibbert (né le 27 juillet 1950) est un scénariste et dramaturge britannique. Il remporte quatre prix Bafta TV. 
Il écrit le scénario du film Five Minutes of Heaven (2009) présenté en première au 25e Festival du film de Sundance, où Hibbert remporte le World Cinema Screenwriting Award. 
Guy Hibbert vit à Londres. Il a un enfant, Celeste.

## Filmographie
- Shot Through the Heart (1998) - scénario
- May 33rd (2004) - scénariste et producteur exécutif
- Omagh (2004) - co-auteur avec Paul Greengrass
- Who Gets the Dog? (2007) - scénario
- Five Minutes of Heaven (2009) - scénario
- Complicit (2013) - scénariste et producteur exécutif
- Eye in the Sky (2015) - scénario
- A United Kingdom (2016) - scénario et producteur exécutif